# Thigh gap

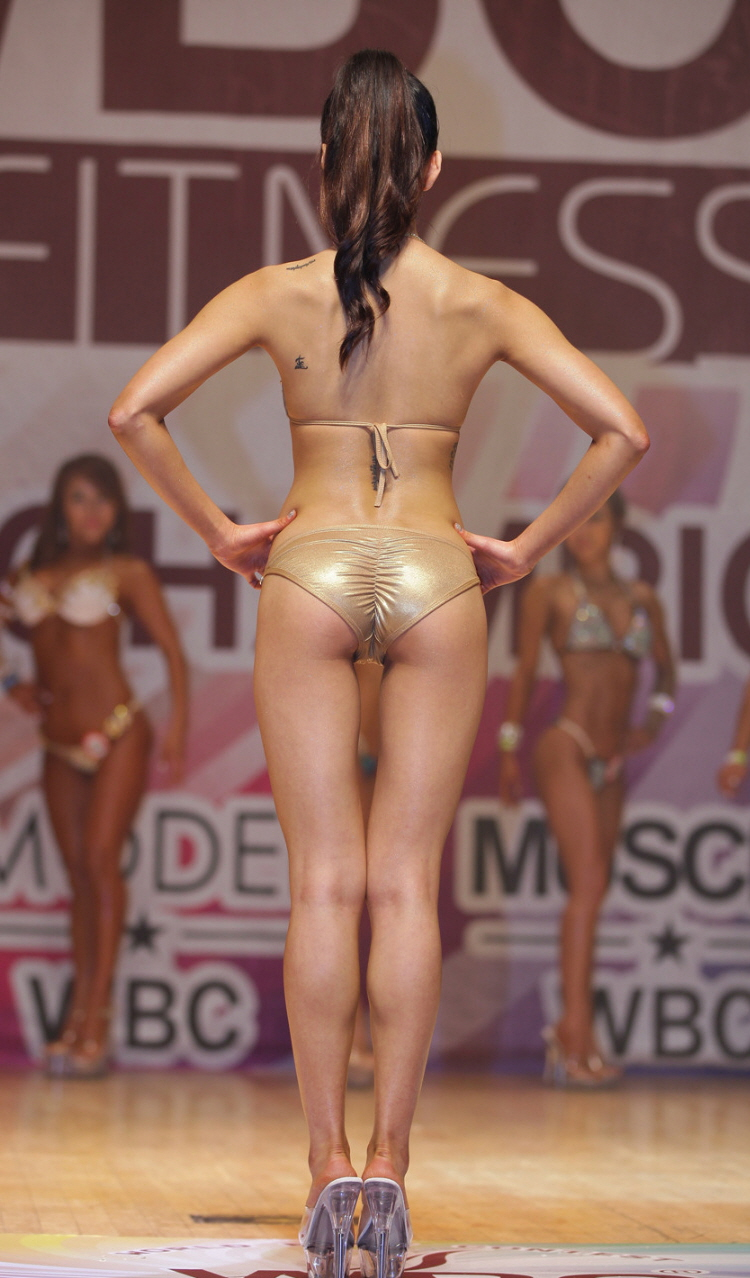
Une femme avec un thigh gap.

Un thigh gap (« écart entre les cuisses ») est l'espace vide entre les cuisses que possèdent certaines femmes lorsqu'elles se tiennent debout, pieds et genoux collés.  
La présence du thigh gap est déterminée par la génétique et par la structure du corps qu'elle induit. Elle est fréquemment associée, à tort, à des problèmes médicaux tels que les désordres alimentaires et à l'anorexie mentale. La forme et la taille du bassin ont une importance pour son existence. Ces dernières varient avec l'âge.

## Une mode critiquée
Considéré comme un symbole de féminité en lien avec l'attirance physique par certaines personnes, la présence d'un thigh gap est devenue, en 2013, un idéal de beauté chez certaines adolescentes aux États-Unis, puis en Europe. Cette mode a été critiquée, car elle peut conduire à des régimes alimentaires extrêmes, et inciter le recours à la chirurgie plastique. 
Aussi critiquée dans certains milieux féministes, cette pratique est dénoncée pour les risques de séquelles psychologiques qu'elle risque d’entraîner chez les jeunes adolescentes.